# بيت شملان (مدينة المحويت)

تعديل مصدري - تعديل

بيت شملان هي إحدى قرى عزلة المحويت بمديرية مدينة المحويت التابعة لمحافظة المحويت، بلغ تعداد سكانها 157 نسمة حسب تعداد اليمن لعام 2004.